# Tibidabo
Tibidabo er med 512 meter det højeste punkt i bjergkæden, Serra de Collserola, i Barcelona Catalonien i Spanien. Det er Barcelonas største bjerg. På toppen af Tibidabo ligger katedralen Sagrat Cor, som kan ses fra det meste af Barcelona.
41°25′21″N 2°07′07″Ø / 41.42250°N 2.11861°Ø